# Saetigerocreagris
Genre
Saetigerocreagris est un genre de pseudoscorpions de la famille des Neobisiidae.

## Distribution
Les espèces de ce genre sont endémiques de Californie aux États-Unis.

## Liste des espèces
Selon Pseudoscorpions of the World (version 3.0) :
- Saetigerocreagris phyllisae (Chamberlin, 1930)
- Saetigerocreagris setifera Ćurčić, 1984

## Publication originale
- Ćurčić, 1984 : A revision of some North American species of Microcreagris Balzan, 1892 (Arachnida: Pseudoscorpiones: Neobisiidae). Bulletin of the British Arachnological Society, vol. 6, no 4, p. 149-166 (texte intégral).